# Litsea hypophaea
Litsea hypophaea är en lagerväxtart som beskrevs av Bunzo Hayata. Litsea hypophaea ingår i släktet Litsea och familjen lagerväxter. Inga underarter finns listade i Catalogue of Life.